# Jan-bøgerne
Jan-bøgerne er en serie på 81 drengebøger skrevet af Knud Meister og Carlo Andersen. I bøgerne opklarer Jan Helmer masser af mysterier sammen med sin trofaste følgesvend Erling. Hunden hedder Boy.
Den originale serie udkom i perioden 1942-1964.

## Historien
De mange bind udkom på forskellige forlag: 1942-1947 på Barfoeds Forlag (nr. 1-10), 1947-1949 på Carl Allers Forlag (nr. 11-14), 1949 udkom nr. 15 og i 1950 nr. 16 på Bøthners Forlag. Desuden blev de første bøger i 1950 genoptrykt af Bøthners Forlag. Fra 1950 til 1964 udkom hele serien (bortset fra nr. 14 Jan spiller højt spil) på Wangels Forlag. 
Fra 1969 genudsendte Grafisk Forlag serien i tilfældig rækkefølge med den oprindelige nummer 17 Jan på sporet som den første. Serien blev dog aldrig den store succes, og efter udsendelsen af 37 bind, indstillede forlaget projektet. I 1981 udgav Forlaget Sesam enkelte bind til Disneys Bogklub.
På baggrund af bøgerne blev der i 1954 indspillet filmen Jan går til filmen, der dog ikke blev nogen stor succes. Den er i maj 2021 udgivet på DVD.
I tilknytning til bøgernes store succes i 1950'erne blev der i den periode udsendt både Jan-lommebøger, Jan-autografbøger og Jan-frimærkealbum. Jan-klubben, som kørte via Dansk Familie Blad, var populær. I forbindelse med Grafisk Forlags genudgivelser af bøgerne, udkom der fire Jan-blade, og i 1970'erne udkom de sidste Jan-lommebøger.
Jan-bøger er udgivet i en lang række lande, bl.a. Norge, Tyskland, Holland, Frankrig og Argentina.

## Bogomslag
Da Jan-bøgerne begyndte at udkomme i 1942, var Danmark besat af Tyskland under 2. verdenskrig, og der var censur og en nødvendig balancegang i forhold til værnemagten, så det var dristigt at lade bøgernes omslag være i Royal Air Forces farver blå, rød og hvid. De sidste to farver er samtidig de danske nationalfarver. Det stribede bogbind i disse farver blev fastholdt gennem alle årene.

## Titler

### Barfods, Allers, Bøthners og Wangels Forlag
Stregerne mellem titlerne markerer forlagsskift.
Titlerne til og med nr. 14 (Jan spiller højt spil) er udgivet første gang før retskrivningsreformen i 1948 og ses derfor også stavet med gammel retskrivning.
| 1. En detektiv på fjorten (1942) 2. Med slukkede lanterner (1942) 3. Gå på, drenge! (1943) 4. Jan og Co. ordner alt (1943) 5. Jan-klubben (1943) 6. Mysteriet på "Oceanic" (1944) 7. Journalist Jan (1944) 8. Sporet i sneen (1944) 9. Den forsvundne film (1946) 10. Jan som frihedskæmper (1946) 11. Jan i cirkus (1947) 12. Jan på vingerne (1947) 13. Jan til søs (1948) 14. Jan spiller højt spil (1949) 15. Jan redder 13 drenge (1949) 16. Jan i fare (1950) 17. Jan på sporet (1951) 18. Jan får travlt igen (1951) 19. Jan gør sit store kup (1951) 20. Jan og de forsvundne perler (1951) 21. Jan ved mikrofonen (1951) 22. Jan skyder på mål (1951) 23. 20 spørgsmål til Jan (1951) 24. Jan på højfjeldet (1952) 25. Hestetyvene (Jan til Derby) (1952) 26. Brug øjnene, Jan! (1952) 27. Jan slår til! (1952) | 1. Jans store bedrift (1953) 2. Jan vinder 3. omgang (1953) 3. Jan og drengebanden (1953) 4. Jan, skolens fodboldhelt (1953) 5. Jan og havnemysteriet (1953) 6. Jans farligste modstander (1954) 7. Jan bliver slået ud (1954) 8. Jan på skattejagt (1954) 9. Jan overgiver sig aldrig (1954) 10. Jan i kamp (1954) 11. Jan og piraterne (1955) 12. Jan og frømændene (1955) 13. Jan sender S.O.S. (1955) 14. Hænderne op, Jan! (1955) 15. Jan går i fælden (1955) 16. Vogt dig, Jan! (1955) 17. Jan og mesterspionen (1956) 18. Jan og diamantsmuglerne (1956) 19. Jans hårdeste kamp (1956) Alt stod på spil (1956) 20. På gensyn, Jan (1956) 21. Jan stævner ud (1956) 22. Orkanen (1957) 23. Bravo, Jan! (1957) 24. Jan i urskoven (1957) 25. Nu går det løs, Jan! (1957) 26. Fuld kraft fremad, Jan! (1957) 27. Nu eller aldrig, Jan! (1958) | 1. Jan og stemmen i mørket (1958) 2. Jan møder "hævneren" (1958) 3. Jan og læderjakkerne (1958) 4. Jan i skudlinien (1959) 5. Jans største sejr (1959) 6. Jan og fjernsynsmysteriet (1959) 7. Jan og jernbanerøverne (1959) 8. Jan kæmper for livet (1960) 9. Kom an, Jan! (1960) 10. Jan går til angreb (1960) 11. Jan og seksdages-mysteriet (1960) 12. Det sker i nat! (1961) 13. Midnats-signalet (1961) 14. Hævnens ryttere (1961) 15. Med flyvende start (1961) 16. Læderjakkernes hævn (1962) 17. Luftens pirater (1962) 18. Dødspatruljen (1962) 19. Klar til kamp (1962) 20. Nattens mysterier (1963) 21. Spionen i hjemmeværnet (1963) 22. Den falske greve (1963) 23. Storbyens hårde halse (1963) 24. Død over racerhelten (1964) 25. Det store postrøveri (1964) 26. Spionbanden (1964) 27. De grådige hajer (1964) |

Noter
1. ↑  Jan-ekstra: Denne bog behandlede forskellige begivenheder i danmarkshistorien.
2. 1 2  Skrevet alene af Carlo Andersen

### Grafisk Forlag
Ved udgivelsen af Grafisk forlag blev en alternativ nummerering benyttet. Det oprindelige nummer er tilføjet i parentes sammen med den oprindelige titel, hvis de adskiller sig.
| 1. Jan på sporet (17) 2. Jan i cirkus (11) 3. Jan. Sporet i sneen (8) 4. Jan og drengebanden (30) 5. Jan og havnemysteriet (32) 6. Jan. Skolens fodboldhelt (31) 7. Jan på skattejagt (35) 8. Jan i fare (16) 9. Jan får travlt igen (18) 10. Jan og de forsvundne perler (20) 11. Jan, brug øjnene (26) 12. Jan slår til (27) | 1. Jan. Gå på drenge! (3) 2. Jan & Co. ordner alt (4) 3. Jan. Med slukkede lanterner (2) 4. Jan. Janklubben (5) 5. Jan som journalist (7 = Journalist Jan) 6. Jan gør sit store kup (19) 7. Jan stiller spørgsmål (23 = 20 spørgsmål til Jan) 8. Jan på højfjeldet (24) 9. Jan til derby (25) 10. Jan. Den store bedrift (28 = Jans store bedrift) 11. Jan bliver slået ud (34) | 1. Jan i kamp (37) 2. Jan og frømændene (39) 3. Jan sender S.O.S. (40) 4. Jan går i fælden (42) 5. Jan vinder tredje omgang (29) 6. Jan overgiver sig aldrig (36) 7. Jan i farligt selskab (41 = Hænderne op, Jan!) 8. Jan og Storspionen (44 = Jan og mesterspionen) 9. Jan og Diamantsmuglerne (45) 10. Jan stævner ud (48) 11. Jan og falskmøntnerne (52 = Nu går det løs, Jan) 12. Jan for fuld udblæsning (53 = Fuld kraft fremad, Jan) |

## Samme forfattere
Carlo Andersen og Knud Meister udgav under pseudonymet Lisbeth Werner pigebogsserien om detektiven Puk.